# Stage (Great White)
Stage è un album dal vivo del gruppo musicale statunitense Great White, pubblicato sul finire del 1995 per volere del manager Alan Niven.
La prima parte dell'album (tracce 1-6) è stata registrata all'House of Blues di Los Angeles nel 1994, mentre la seconda parte (tracce 7-12) contiene brani eseguiti dal vivo nel 1993 ad Anaheim in California, alcuni dei quali già apparsi nel CD bonus dell'edizione limitata dell'album Sail Away.

## Tracce
House of Blues - 1994
1. Train to Nowhere – 4:43
2. Sail Away – 5:09
3. House of Broken Love – 6:31
4. Maybe Someday – 7:48
5. Congo Square – 7:24
6. Afterglow (of Your Love) – 6:06

Anaheim - 1993
1. Face the Day – 5:43
2. Old Rose Motel – 6:26
3. Babe I'm Gonna Leave You – 7:15
4. Rock Me – 7:29
5. Can't Shake It – 5:24
6. Once Bitten, Twice Shy – 5:40

Tracce bonus dell'edizione giapponese
1. Gone with the Wind
2. Love Is a Lie

## Formazione
Great White
- Jack Russell – voce
- Mark Kendall – chitarre, cori
- Michael Lardie – chitarre, tastiere, cori
- Teddy Cook – basso
- Audie Desbrow – batteria

Produzione
- Alan Niven – produzione, missaggio
- Wyn Davis – ingegneria del suono (concerto del 1994)
- Biff Dawes, Doug Field, Philip Kneebone, Dennis Mays – ingegneria del suono (concerto del 1993)